# Хималајски мрки медвед
Хималајски мрки медвед (лат. Ursus arctos isabellinus), такође познат као хималајски црвени медвед или Џу-Теџ, подврста је мрког медведа (Ursus arctos). Живи у региону Хималаја, на северу Пакистана до Дачигамa и Kашмира. То је највећи сисар у региону — мужјаци достижу до 220 центиметара, док су женке мало мање. Овај медвед је сваштојед и, као и сви остали медведи, и он спава током зиме. Иако је присутан у великом броју заштићених подручја, он постаје све ређи због губитка станишта и прогона од стране људи, па је постао "критично угрожена врста". Претпоставља се да би ова врста (слична тибетском плавом медведу) могла да буде разлог за постојање легенде о Јетију.

## Опис
Код хималајског мрког медведа постоји полни диморфизам. Мужјаци су дуги између 150 и 220 центиметара, док су женке дуге 137 до 183 центиметара. Хималајски мрки медвед је највећа животиња на Хималајима и обично је пешчане или црвенкасто-смеђе боје.

## Распрострањеност
Хималајски мрки медвед настањује Непал, Тибет, северну Индију и север Пакистана. Спекулише се да је ова врста медведа изумрла у Бутану.

## Понашање и екологија
Медвед зиму проводи у хибернацији од октобра до априла или маја. Хибернацију проведе у јазбинама и пећинама.

## Исхрана
Хималајски мрки медвед је сваштојед и једе траву, корење и друге биљке, као и инсекте и мале сисаре; такође воли да једе воће и поврће. Вреба и велике сисаре, као што су овце и козе. Одрасли медвед углавом једе пре изласка сунца и касно поподне.

## Статус и конзервација
Међународна трговина је забрањена законом о заштити животне средине у Пакистану. Леопард Фодндација из Пакистана спроводи истраживање о тренутном статусу хималајског мрког медведа на Памиру у Гилгит-Балтистану, обећавајући станиште за медведе и друге дивље животиње које имају везе са популацијом медведа у Пакистану до централне Азије. Пројекат такође има циљ да истражи сукобе између људи и медведa, да промовише толеранцију за медведе у региону кроз еколошко образовање, за шта је СЛФ добила средства од принца Бернхарда Природа и Алертис. За разлику од свог америчког рођака, који се налази у добром броју, хималајски мрки медвед је критично угрожен. Људи их убијају због њиховог крзна и канџи за украсне сврхе, док унутрашње органе користе за справљање лекова. Убијају их и пастири како би заштитили своју стоку и њихов дом је уништен људским задирањем. У Химачалу, њихов дом су уточишта дивљачи Кугти и Тундах и регион племена Чамба. Њихова процењена популација је само 20 у Кугти и 15 у Тундаху. Стабло које носи цвет (државе) Химацхал - буранш - омиљено је окупљалиште ових медведа. Због високе вредности стабла буранш, стабла се комерцијално секу што узрокује даље уништавање дома мрког медведа. Хималајски мрки медвед је критично угрожена врста у неким њиховим подручјима с популацијом од само 150—200 у Пакистану. Популације у Пакистану се споро размножавају, мале су, и опадају због губитка станишта, фрагментације, криволова и лова с псима (намамљивање медведа је вид забаве, када медведа ухвате у клопку и онда муче медведа псима).

## Повезаност с Јетијем
"Џу-Тех" је непалски појам, такође повезан с легендом о Јетију или снежним човеком с којим је понекад замењен или погрешно идентификован. Током експедиције Дејли Mејла за снежним човеком  1954. године, Том Стобарт је наишао на "Џу-Теха". То је испричао Ралфу Изарду, дописнику експедиције Дејли Mејла у својој књизи Авантура Одвратног снежног човека. Извештај је такође штампан у Дејли Mејлу о депеши експедиције 7. маја 1954. године.  Међутим, како Том Стобарт није староседелац из регије, његова идентификација је само утемељена на претпоставци да је препознао животињу коју никада пре није видео на основу врло двосмислених доказа. Тибетански староседиоци  оповргли су да се Џу-Тех односи на било коју врсту медведа (значење  "јахач стоке"), а назив се користи у подручјима у којима медведи нису пронађени. Џорџ Еберхарт у књизи Тајновита створења, Водич за Криптозоологију, каже да је проблем резултат замене Џу-Теха с различитим створењима познатијим као Дре-Мо, а да је један свакако медвед. Еберхарт каже да "постоји знатна сумња да су мештани изрекли икакве такве тврдње."